# Mahsa Abdolzadeh
Mahsa Abdolzadeh (nascida a 22 de setembro de 1985 em Tabriz, Irão) é uma politóloga e política austríaca membro do Partido Verde em Viena. É feminista e defensora dos direitos das mulheres, as pessoas LGBTQ, e grupos minoritários.

## Primeiros anos e carreira
Abdolzadeh nasceu durante a Guerra Irão-Iraque em Tabriz, Irão, e crio-se tanto em Teerão como Viena. Mais tarde mudou-se a Viena por sua conta em 2004. Obteve em 2013 um mestrado em Ciências Políticas pela Universidade de Viena enquanto estudava trabalho social com meninos numa universidade privada de Viena.
Depois de terminar seus estudos,  publicou um livro que descreve os movimentos de mulheres no Irão. Este texto tem sido um dos trabalhos mais notáveis no mundo académico alemão sobre os direitos das mulheres em Irão. Tem publicado numerosos artigos em alemão e farsi, principalmente sobre o feminismo em Europa e Oriente Médio, as políticas de imigração européias, e os efeitos negativos da educação fundamentalista islâmica na Jihad.
Inicialmente começou seu trabalho na administração de vendas, convertendo-se mais tarde numa trabalhadora social. Depois de seus estudos, converteu-se numa assessora sobre mulheres para o Partido Verde em Viena. Desde 2015 é uma política eleita do Partido Verde no 19.º distrito de Viena.